# Pompu
Pompu (sardinsky: Pòmpu) je italská obec (comune) v provincii Oristano v regionu Sardinie. Nachází se ve výšce 147 metrů nad mořem a má 220 obyvatel. Rozloha obce je 5,32 km².